# Onkemäenjärvi
Onkemäenjärvi este o arie protejată (arie de protecție specială avifaunistică — SPA) din Finlanda întinsă pe o suprafață de 43 ha, integral pe uscat.

## Localizare
Centrul sitului Onkemäenjärvi este situat la coordonatele 61°15′20″N 23°35′45″E / 61.2556°N 23.5958°E.

## Înființare
Situl Onkemäenjärvi a fost declarat arie de protecție specială avifaunistică în august 1998 pentru a proteja 20 de specii de animale.

## Biodiversitate
Situată în ecoregiunea boreală, aria protejată nu include niciun habitat protejat.
La baza desemnării sitului se află mai multe specii protejate de  păsări (20): rață sulițar (Anas acuta), rață-cu-cap-castaniu (Aythya ferina), rața moțată (Aythya fuligula), buhai de baltă (Botaurus stellaris), bătăuș (Calidris pugnax), erete de stuf (Circus aeruginosus), lebădă de iarnă (Cygnus cygnus), șoimul rândunelelor (Falco subbuteo), cocor (Grus grus), Hydrocoloeus minutus, Larus fuscus fuscus, pescăruș râzător (Larus ridibundus), Mergellus albellus, vultur pescar (Pandion haliaetus), corcodel-cu-gât-roșu (Podiceps grisegena), cresteț pestriț (Porzana porzana), Spatula clypeata, chiră de baltă (Sterna hirundo), fluierar negru (Tringa erythropus), fluierar de mlaștină (Tringa glareola).
Pe lângă speciile protejate, pe teritoriul sitului au mai fost identificate 1 specie de amfibieni, 2 specii de nevertebrate.